# Plecia manni
Plecia manni är en tvåvingeart som beskrevs av Hardy 1950. Plecia manni ingår i släktet Plecia och familjen hårmyggor. Inga underarter finns listade i Catalogue of Life.